# Dreieck Hochfranken
Dreieck Hochfranken is een knooppunt in de gelijknamige regio in de Duitse deelstaat Beieren.
Op dit knooppunt sluit de A93 vanuit Regensburg aan op de A72 bij Chemnitz-Hof.
Het knooppunt vormt het begin van de A93. De A93 is de verbinding tussen het Landkreis Regensburg en het zuiden van Beieren met de Regios Chemnitz, Dresden und Leipzig.

## Geografie
Het knooppunt ligt in het dorp Trogen, ten noordoosten van de stad Hof in het Landkreis Hof.
Het knooppunt ligt in de Regio Hochfranken, waarnaar het genoemd is, in het uiterste noordoosten van Beieren.

## Geschiedenis
In 1992 werd het bouwplan opgesteld waarbij het knooppunt vanaf 1996 gebouwd werd. Het knooppunt werd op 15 december 2000 officieel geopend voor het verkeer. Met de opening van het knooppunt en de A93 werd de nabijgelegen, filegevoelige B15 ontlast. Door het knooppunt werd de A93 een alternatief van de nabijgelegen A9 voor het verkeer tussen Beieren en het voormalig Oost-Duitsland.

## Configuratie
Rijstrook
Nabij het knooppunt hebben beide snelwegen 2x2 rijstroken.
Op de verbindingsweg west-zuid heeft slechts één rijstrook de andere drie verbindingswegen hebben twee rijstroken.
Knooppunt
Het is een half-sterknooppunt.

## Richtingen knooppunt
| Aansluitende wegen                                  | Aansluitende wegen | Aansluitende wegen | Aansluitende wegen | Aansluitende wegen                          |
| --------------------------------------------------- | ------------------ | ------------------ | ------------------ | ------------------------------------------- |
|                                                     |                    |                    |                    | richting Plauen / Chemnitz Dresden          |
|                                                     |                    |                    |                    |                                             |
|                                                     |                    |                    |                    |                                             |
|                                                     |                    |                    |                    |                                             |
| richting Hof-Nord A9 Neurenberg / München / Berlijn |                    |                    |                    | richting Hof-Ost / Regensburg A6 Praag (CZ) |